# 蓋爾岑湖
46°49′48″N 7°32′48″E / 46.83000°N 7.54667°E

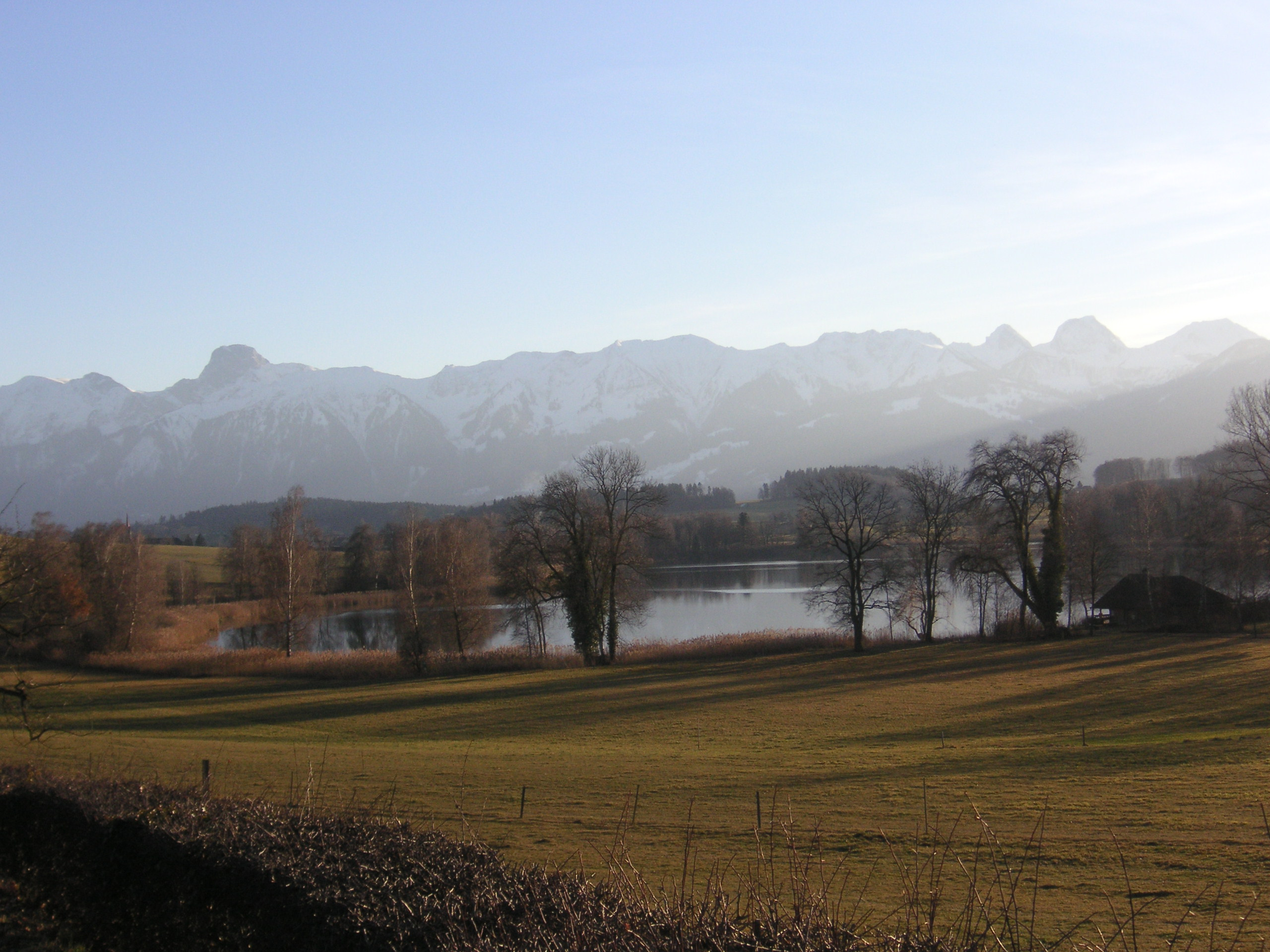

蓋爾岑湖（德語：Gerzensee），是瑞士的湖泊，位於該國西部，由伯恩州負責管轄，長1.1公里、寬0.3公里，面積0.3平方公里，海拔高度603米，最大水深11米，每年平均降雨量1,703毫米。